# Utrecht Centraal
Utrecht Centraal – główna stacja i dworzec kolejowy w Utrechcie, w Holandii. Dworzec połączony zarówno z dworcem autobusowym jaki z dworcem kolei podmiejskiej. W budynku znajduje się centrum handlowo usługowe a w niedalekiej okolicy starówka i wiele sklepów. W pobliżu znajdują się piętrowe parkingi rowerowe.

## Znaczenie

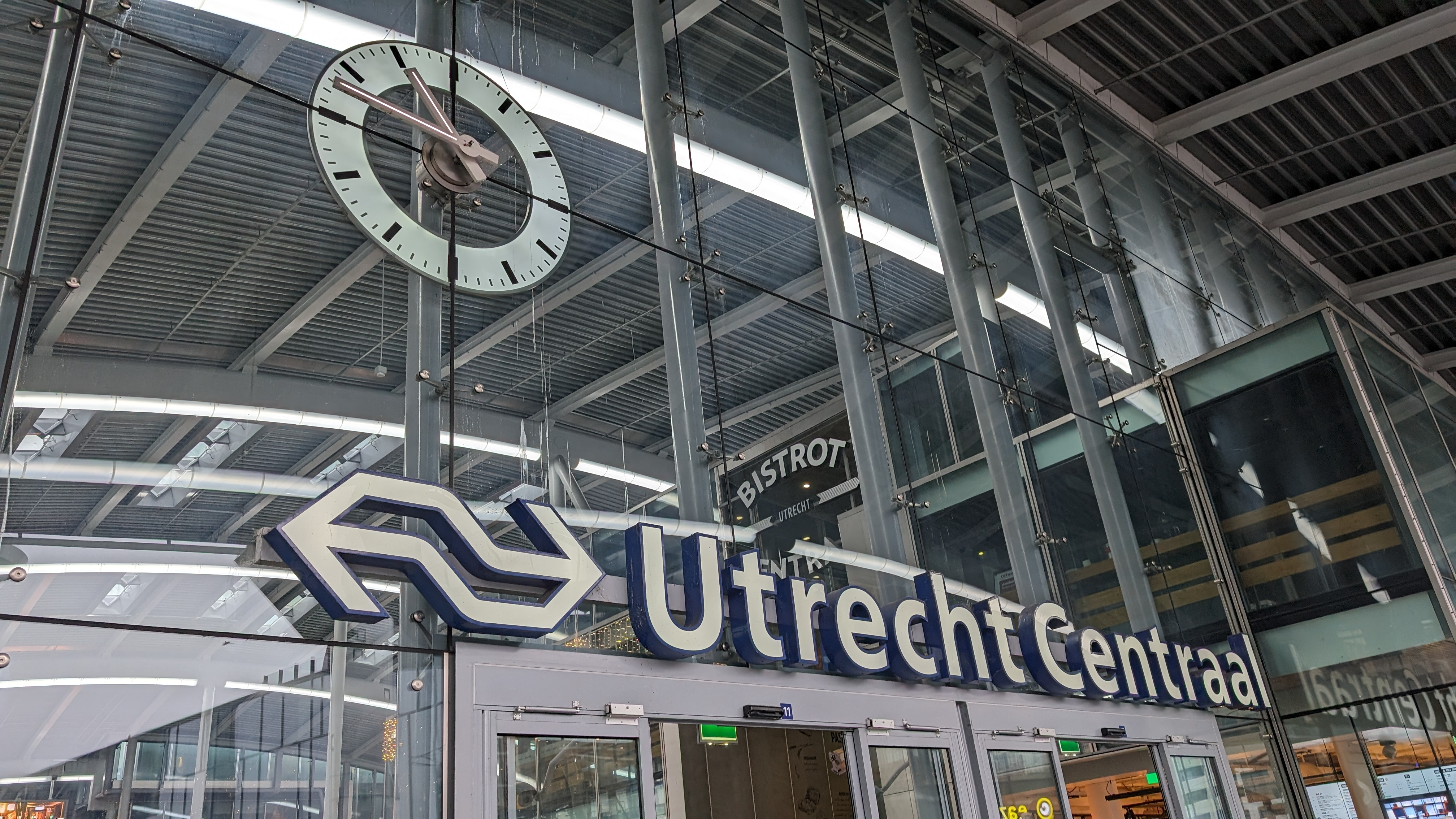

Utrecht Centraal, zwany też Utrecht CS (Centraal Station) jest największym i najczęściej uczęszczanym (dziennie ok. 285 tys. pasażerów) dworcem w Holandii. Obsługuje połączenia regionalne i międzynarodowe (do Frankfurtu nad Menem, Bazylei, Monachium, a dawniej także do Warszawy i Pragi). Jest ważnym punktem do przesiadania się - prawie każde miasto holenderskie ma bezpośrednie połączenie z tą stacją.